# Saïdou Bokoum
Saïdou Bokoum (* 1945 in Dinguiraye) ist ein guineischer Schriftsteller französischer Sprache.

## Leben und Werk
Nour Saïdou Bokoum besuchte das Gymnasium in Conakry. Er war Medizinstudent in Berkeley und ging über Algier nach Nanterre, wo er Rechtswissenschaft studierte. 1982 schloss er ein Studium der Literatursoziologie an der École des hautes études en sciences sociales ab und arbeitete in Algerien und an der Elfenbeinküste, wo er mit dem Nationalen Verdienstorden (Ordre du Mérite ivoirien) ausgezeichnet wurde. Von 2002 bis 2010 lehrte er Theaterwissenschaft und „mündliche Tradition“ an der Universität Paris VIII.
Mit seinem Migrantenroman Chaîne (Kette) schaffte es Bokoum 1974 in die engere Wahl des Prix Goncourt. Bernard Mouralis (* 1941) nannte den Roman eines der markantesten Werke der 70er Jahre. Die gleiche Thematik verarbeitete Bokoum zu einem Theaterstück mit dem Titel Dépossession (Enteignung), das 1976 beim Festival von Avignon aufgeführt wurde. 2017 legte er eine gänzlich überarbeitete Fassung seines Romans vor.

## Werke
- Chaîne, ou le retour du phénix. Denoël, Paris 1974.
  - (völlig überarbeitet) Le Nouvel Attila, Paris 2017. (Nachwort von Nicolas Treiber)
- La Question du sujet dans le roman africain avant et après les indépendances 1958–1960. Diplomarbeit 1982.